# Musikot
Musikot (Nepali मुसीकोट) ist eine Stadt (Munizipalität) im westlichen Nepal im Distrikt Rukum West in der Provinz Karnali. Musikot ist Sitz der Distriktverwaltung des seit 2015 bestehenden Distriktes Rukum West und war bis zu dessen Aufteilung auch Distrikthauptstadt des Distriktes Rukum.

## Geschichte
Die Stadt Musikot entstand Ende 2014 durch Zusammenschluss der beiden Village Development Committees Khalanga (mit Hauptort Musikot) und dem östlich gelegenen Sankha.
Die Stadt liegt oberhalb des Flusstals der Sani Bheri auf einer Höhe von 1500 m. Der Ort verfügt über einen Flugplatz, den Musikot Airport. Das Stadtgebiet umfasste bei seiner Gründung 63,25 km².
Im Zuge der Neustrukturierung der lokalen Ebene und der Schaffung der Gaunpalikas (Landgemeinden) durch Zusammenlegung und Abschaffung der Village Development Committees am 10. März 2017 wurden die VDC Chokhawang, Bhalakcha und Chhiwang Peudha  sowie Teile des VDC Syalpakha eingemeindet. Damit wuchs die Fläche der Stadt auf 136,06 km².

## Geographie
Die Stadt liegt oberhalb des Flusstals der Sani Bheri auf einer Höhe von 1500 m. Musikot ist Sitz der Distriktverwaltung. Der Ort verfügt über einen Flugplatz, den Musikot Airport.

## Einwohner
Bei der Volkszählung 2011 hatten die beiden VDCs, aus denen die Stadt Musikot gebildet wurde, 18.431 Einwohner (davon 8757 männlich) in 4371 Haushalten. Nach den Eingemeindungen wuchs die Einwohnerzahl auf 32.939 Einwohner.